# Jean-Marie Galey
Pour les articles homonymes, voir Galey (homonymie).
 (juillet 2018).
Si vous disposez d'ouvrages ou d'articles de référence ou si vous connaissez des sites web de qualité traitant du thème abordé ici, merci de compléter l'article en donnant les références utiles à sa vérifiabilité et en les liant à la section « Notes et références ».
Jean-Marie Galey est un acteur français, né le 6 juillet 1947 à Angoulême, pensionnaire de la Comédie-Française entre 1996 et 2002.

## Biographie
Pour payer ses études de théâtre au Centre d'art dramatique de la rue Blanche, à Paris, Jean-Marie Galey crée et rédige la chronique spectacle de l'hebdomadaire Pilote, illustrée par Jacques Tardi et Michel Bridenne, intitulée « Du côté du rideau du velours corail ». Lorsque la majorité des dessinateurs, Bretécher et Gotlib en tête, démissionnent et décident de fonder L'Écho des savanes, il les accompagne.
Parallèlement à sa carrière d'acteur, il devient membre du groupe Rupture, dernier né du mouvement surréaliste, présente ses dessins et collages aux Cinémas Entrepôts sous le titre Paranorama. Il sera aussi dessinateur à La Taupe rouge, hebdomadaire trotskiste, et pour le journal La Moto.
Début 1980, il est un des tout premiers à vivre l'aventure des radios dites libres. Accompagné de Christophe Bourseiller, il anime Spectacle FM sur Radio Mégalo, dirigée par Gonzague Saint Bris. Il devient président de Fréquence Arts et Spectacles, regroupement de radios destinées à servir le spectacle vivant, et obtient de la Haute autorité de l'audiovisuel - représentée par son négociateur Stéphane Hessel - une dérogation qu'il partagera avec Radio Classique jusqu'à l'arrivée du mercantilisme. Menacé du rachat en sous-main de sa dérogation par un groupe de presse, il démissionne de son poste de président et dissout l'association en 1984.
En 1981, sa pièce Les Tables Tournantes, inspirée par les séances de spiritisme de Victor Hugo et de ses proches dans leur exil à Jersey, est éditée chez Albin Michel.
De 1990 à 1992, il épaule Niels Arestrup, éphémère directeur artistique du théâtre de la Renaissance, dans sa programmation en s'occupant des auteurs nouveaux. Il crée aussi une revue satirique dont il sera l'unique rédacteur et dessinateur, La Gazette de la Renaissance. Il y fait la connaissance de Éric-Emmanuel Schmitt, avec qui il écrit un scénario de cinéma, Le Patron, inspiré par la tournée de Louis Jouvet et sa troupe en Amérique du Sud pendant le dernier conflit mondial. Ce scénario a obtenu le prix Beaumarchais-SACD, a été lu en public pour le cinquantenaire du Festival de Cannes, De l'Encre à l’Écran à Tours, et en public au théâtre 13. Il n'a jamais été adapté à ce jour.
De 2001 à 2002, Jean-Marie Galey devient directeur de la collection Théâtre en Poche aux éditions du Laquet et édite quelques auteurs avant que cette édition ne disparaisse. Comédie française, roman, récit satirique de son expérience de pensionnaire à la Comédie-Française, est édité en 2002 à l'Archipel.
Après avoir été membre de la Commission Théâtre, il est lecteur de l'Association Beaumarchais depuis 2004.
Il fait aussi quelques incursions du côté de la mise en scène : 
- Alice Toklas de Thierry Marré au Théâtre Ouvert en 1993.
- Nuit Blanche de Mama Keïta au Théâtre international de langue française de Gabriel Garran, puis au Lavoir Moderne Parisien, en 1998.
- Dans le cadre des Rencontres de la Cartoucherie, il réalise Si c'est un homme  de Primo Levi, et Anne Saint Clair reçoit Sharon Stone, avec pour texte le script de l'émission archivée à TF1, où il interprète lui-même Anne Saint Clair.
- Il écrit et met en scène Les Tables Tournantes au Théâtre de la Cité Internationale, et, en 2002, à la Maison de la Poésie.
- Il est artiste associé à la Maison des Métallos de 2009 à 2011 ; il y écrit, répète et présente Troubles, féérie familiale, qu'il reprend au Théâtre de la Tempête en mai 2013.

## Parcours de comédien
Au milieu des années 1970, il débute au Théâtre national de Strasbourg dans L'Étourdi de Molière, mis en scène par Jean-Louis Thamin et Le Rire du Fou, écrit et mis en scène par Gabriel Garran au Théâtre de la Commune d'Aubervilliers. Il fait alors partie de l'équipe d'interprètes qui entoure Caroline Huppert : Patrick Chesnais, Brigitte Roüan, Christine Pascal… Il rejoint ensuite Marcel Maréchal et joue à ses côtés La Moschetta de Ruzante dans la Criée aux Poissons de Marseille, avant qu'elle ne devienne le théâtre de la Criée, puis interprète le Cardinal de Richelieu dans le spectacle Les Trois Mousquetaires.
Dans les années 1980, il fait partie de La Salamandre, troupe animée par Gildas Bourdet, en jouant le maquereau Roland Réglo dans Les Crachats de la lune. Il enchaîne trois saisons au Théâtre de la Ville en jouant aussi sous la direction du metteur en scène roumain Lucian Pintilie dans Ce soir on improvise de Pirandello et Il faut passer par les nuagesde François Billetdoux.
Sous la direction de Didier Bezace, il joue, en 1991, un spectacle Marguerite et le Président, inspiré par les entretiens Duras-Mitterrand parus dans L’Autre Journal , où il interprète François Mitterrand.
Créé en 1994, il joue dans Ay Carmela ! de José Sanchis Sinisterra, avec Teresa Ovidio, mis en scène par Pierre Chabert, pièce sur la guerre d'Espagne, qui connaît 950 représentations, à guichet fermé au Festival d'Avignon pendant quatre années, et dans toute l'Europe.
Engagé comme pensionnaire de la Comédie-Française de 1996 à 2002 par Jean-Pierre Miquel, il y est dirigé par Philippe Adrien, Georges Lavelli, Henry Ronse et Simon Eine. Il y met en scène et interprète Je me suis fait un Non, spectacle consacré à Georges Perros. Il racontée son expérience à la Comédie-Française dans un roman intitulé Comédie française, roman, édité en 2002 aux éditions de l'Archipel.
En 2004, il rejoint Maurice Bénichou à la Maison des Métallos où ils travaillent sur l'auteur australien Daniel Keene. Il tient le rôle du Père dans Littoralde Wajdi Mouawad, Molière 2005 du meilleur auteur, mis en scène par Magalie Léris au théâtre des Quartiers d'Ivry.
À partir de 2007, il joue pour le théâtre privé :
- Le Professionnel de Dušan Kovačević, en duo avec Jean-Pierre Kalfon, dans une mise en scène de Stéphan Meldegg au théâtre Rive Gauche
- Chat en Pochede Feydeau, avec Jean Benguigui, Valérie Mairesse et Arthur Jugnot, mise en scène Pierre Laville, au théâtre Saint-Georges
- Le Démon de Hannah de Christophe Rault, où il interprète le mari d'Elsa Zylberstein, mise en scène Michel Fagadau, à la Comédie des Champs-Élysées.
- Marguerite et le Président de Marguerite Duras et François Mitterrand, rôle de François Mitterrand, mise en scène Didier Bezace, Théâtre de l'Atelier.

Il interprète le mari de Victoria Abril dans un film macédonien The Woman Who Brushed Off Her Tears de Teona Strugar Mitevska, présenté au 62e Festival de Berlin, et François Mitterrand, garde des sceaux, dans un film algérien, Zabana !, réalisé par Saïd Ould-Khelifa. Tous deux sont sortis en France en 2013.
De 2015 à 2021, il joue dans la série Plus belle la vie dans laquelle il tient le rôle de Jocelyn Sandré, le père de Babeth Nebout.

## Filmographie

### Cinéma
- 1976 : Le Juge et l'Assassin de Bertrand Tavernier - un journaliste
- 1977 : La Question de Laurent Heynemann - le médecin de Rennes
- 1979 : Le Mors aux dents de Laurent Heynemann - l'employé du tabac du 16e
- 1983 :  Stella de Laurent Heynemann
- 1986 : Les Folles Années du twist de Mahmoud Zemmouri - le militaire
- 1988 : Savannah de Marco Pico
- 1991 : On peut toujours rêver de Pierre Richard - le directeur de supermarché
- 1993 : La Cavale des fous de Marco Pico - Jean-Pierre
- 1996 : Les Grands Ducs de Patrice Leconte - Markus
- 2002 : A+ Pollux de Luc Pagès - Marc
- 2009 : Bienvenue à Bataville de François Caillat - Monsieur Bata
- 2012 : Louves (The Woman Who Brushed Off Her Tears) de Teona Strugar Mitevska - Emil
- 2013 : Né quelque part de Mohamed Hamidi - le médecin
- 2014 : 4:48 de Jacky Katu - le metteur en scène

### Télévision
- 1978 : Les Diables de Loudun (téléfilm) de Gérard Vergez - Richelieu
- 1978 : L'Equipage (téléfilm) d'André Michel - André de Neuville
- 1980 : Les Amours du mal-aimé (téléfilm) de Marcel Camus - Pierre-Albert Birot
- 1980 : La Peau de chagrin (téléfilm) de Michel Favart - Eugène de Rastignac
- 1980 : Jean Chalosse (feuilleton) de Gérard Vergez - le notaire
- 1980 :  Lucrèce Borgia (téléfilm) de Yves-André Hubert - Gubetta
- 1986 : La Puce à l'oreille (série télévisée) de François Caillat et Claude Duneton - Le conteur
- 1989 : Liberté Liberté(téléfilm) de Jean-Dominique de La Rochefoucauld - L'abbé Lefèbvre
- 1991 : Série rose (épisode Le Style Pompadour) (téléfilm) de Michel Boisrond - Mr Binet
- 1994 : Cognacq-Jay (téléfilm) de Laurent Heynemann - Orcel
- 1996 : Tendre Piège  (téléfilm) de Serge Moati - Luc
- 2001 : Des croix sur la Mer (téléfilm) de Luc Béraud - Perennou
- 2006 : Mademoiselle Gigi (téléfilm) de Caroline Huppert - Lambert
- 2006 : Sarah Bernhardt, une étoile en plein jour (téléfilm de laurent Jaoui)- Georges Clairins
- 2007 : Chat bleu, chat noir (téléfilm) de Jean-Louis Lorenzi - Fedor Petrovitch
- 2008 : Versailles le rêve d'un Roi (téléfilm) de Thierry Binisti - Toussaint Rose
- 2009 : Clara, une passion française (téléfilm) de Sébastien Grall - Baschet
- 2012 : Joséphine, ange gardien - épisode 65 - Pour la vie (téléfilm) de Pascal Heylbroeck - Germain
- 2015 - 2021 : Plus belle la vie (série télévisée) de Hubert Besson - Jocelyn Sandré
- 2017 : Munch - saison 1 (série télévisée) - Le juge Altan
- 2022 : Vise le cœur de Vincent Jamain - Daniel Scola

## Théâtre
- 1975 : L'Étourdi de Molière, mise en scène Jean-Louis Thamin, Théâtre National de Strasbourg - rôle : Andrès.
- 1975 : 14 juillet de Serge Ganzl et Antoine Duhamel, par Denis Llorca, Tréteaux de France, Festival d'Avignon - Le Dauphin de France.
- 1976 : Voyage autour de ma Marmite de Eugène Labiche, par Caroline Huppert, Théâtre Essaïon - Alzéador.
- 1976 : Skandalon de René Kalisky, par Daniel Benoin, Théâtre Sorano - Salieri.
- 1976 : Le Rire du fou de et par Gabriel Garran, Théâtre de la Commune d'Aubervilliers - L’Érotomane.
- 1976 : Les Amoureux de Goldoni, par Caroline Huppert, Théâtre de la Gaité Montparnasse - Comte Robert d'Otricoli.
- 1977 : La Tentation occidentale de et par Régis Santon, Théâtre Essaïon - Le colon.
- 1977 : La Moscheta de Ruzante, par Marcel Maréchal, Criée aux poissons de Marseille - Tonin.
- 1978 : Je suis resté longtemps sur les remparts de Chypre de Serge Ganzl, par Laurent Heynemann, Théâtre Marie Stuart - Jean.
- 1979 : La chasse aux corbeau de Eugène Labiche, par Raymond Paquet, Théâtre Sorano - Mondouillard.
- 1979 : Platonov de Tchekhov par Gabriel Garran, Théâtre de la Commune d'Aubervilliers - Glagoliev.
- 1979 : Lucrèce Borgia de Victor Hugo, par Roger Hanin, Festival de Pau, tournée et TV - Gubetta.
- 1982 : Mélodrame ma non troppo pour camion et fanfare de Patrick Gorasny, par Serge Ruest, Île-de-France - Le Capitaine.
- 1982 : Les campaniaques de et par Yves Gourmelon, Studio Bertrand - Yves.
- 1982 : Les trois mousquetaires de Serge Ganzl, par Marcel Maréchal, Théâtre de Paris - Richelieu.
- 1983 : Le cravaté oriental de et par Lisa Wurmser, Festival Avignon off 83 - le cravaté.
- 1984 : Messieurs les ronds de cuir de Courteline, par Régis Santon, Comédie de Paris - le Cynique.
- 1984 : L'Idiot de Dostoïevski, par Jean-Louis Thamin, Nouveau Théâtre de Nice - Evgueni Pavlovitch.
- 1984 : Le journal de Jules Renard, adaptation Fernand Berset, Comédie de Paris et FR3 - Jules Renard.
- 1985 : Le bureau de Jean-Paul Aron, par Jean-Louis Thamin, Centre Dramatique d'Aquitaine - Le Directeur.
- 1985 : Dieu de Victor Hugo, par François Joxe, Festival de Gavarnie - Le vautour.
- 1987 : Les crachats de la lune de et par Gildas Bourdet, Théâtre de la Salamandre de Lille, Théâtre de la Ville - Roland Réglo.
- 1987 : Ce soir on improvise de Pirandello, par Lucian Pintiliè, Théâtre de la Ville - Le lieutenant.
- 1987 : La chanson de Roland, par François Joxe, Festival de Gavarnie - Ganelon.
- 1988 : Il faut passer par les nuages de François Billetdoux, par Lucian Pintiliè, Théâtre de la Ville - Benjamin Carcasson.
- 1988 : Le songe d'une nuit d'été, de Shakespeare, par François Joxe, Festival de Gavarnie - Puck.
- 1989 : Nina c'est autre chose de Michel Vinaver, par Jean-Christian Grinvald, Théâtre d'appartement - Charles.
- 1989 : Sade, concert d'enfer de Enzo Cormann, par Philippe Adrien, Théâtre de la Tempête - Gaufridy.
- 1990 : L’Aiglon de Edmond Rostand, par Jean-Luc Tardieu, Festival d'Anjou - L'attaché Français.
- 1990 : Retour à la citadelle de Jean-Luc Lagarce, par François Rancillac, Arc en Ciel de Rungis - L'intendant.
- 1991 : L’Éloge de la chose de Jean-Daniel Magnin, par Norma Guevara, Théâtre de la Renaissance - le Comte de Marassis.
- 1991 : Zoo de Vercors, par Jean-Luc Tardieu, MCLA Loire Atlantique, Nantes - Procureur Minchett.
- 1991 : Ornifle de Jean Anouilh, par Patrice Leconte, tournée - Le père Dubaton.
- 1992 : Marguerite et le Président de Marguerite Duras et François Mitterrand, par Didier Bezace, Théâtre de l'Aquarium - François Mitterrand.
- 1993 : La tranche de Jean-Daniel Magnin, par Philippe Adrien, Théâtre Ouvert, Festival d'Avignon 93 et Théâtre de la Bastille - l'Autre.
- 1993 : L'affaire de la rue de Lourcine de Eugène Labiche, par Dominique Bluzet, Théâtre du Gymnase, Marseille - Lenglumé.
- 1998-2001 : Ay Carmela ! de José Sanchis Sinisterra, par Pierre Chabert, Avignon 94, 95, 96, 97, Théâtre Toursky, Lucernaire, tournée européenne[3].
- 1996 : Hélène de Jean Audureau, par Jean-Louis Thamin, Théâtre du Vieux Colombier - Jean-Paul.
- 1997-2000 à la Comédie-Française :
  - Les Femmes savantes de Molière, par Simon Eine, Salle Richelieu - Trissotin et Ariste en alternance.
  - Arcadia de Tom Stoppard, par Philippe Adrien, Vieux Colombier et Salle Richelieu - Capitaine Brice.
  - Mère courage de Bertolt Brecht, par Georges Lavelli, Salle Richelieu - L'intendant.
  - L'Île morte de René Zhand, par Henry Ronse, Théâtre du Vieux Colombier - Heinrick.
  - Je me suis fait un Non d'après Georges Perros, de et par Jean-Marie Galey, Studio-Théâtre.
- 1998 : Nuit Blanche de Mama Keïta, par Jean-Marie Galey, TILF La Vilette et Lavoir Moderne Parisien.
- 2002 : Le rêve de Diderot de et par Jean-Christian Grinevald, Théâtre du Lucernaire - Diderot.
- 2003 : Ogre de Larry Tremblay, par Thierry Poquet, Maison Folie de Wazemmes - l'Ogre.
- 2004 : Les Tables Tournantes de et par Jean-Marie Galey, Maison de la Poésie.
- 2004 : Ce qui demeure de Daniel Keene, par Maurice Bénichou, Maison des Métallos - l'homme.
- 2005 : Littoral de Wajdi Mouawad, par Magali Léris, Théâtre des Quartiers d'Ivry - le père.
- 2007 : Le professionnel de Dusan Kovacevic, par Stéphan Meldegg, Théâtre Rive Gauche - Pavel.
- 2008-2010 : Troubles, féerie familiale, de et par Jean-Marie Galey, Maison des Métallos - le mari.
- 2009 -2010 : Chat en poche de Georges Feydeau, par Pierre Laville, Théâtre Saint Georges - Landerneau.
- 2011-2012 : La conversation de Bolzano de Sandor Marai, par Jean-Louis Thamin, Théâtre de l'Atalante - Casanova.
- 2013 : Troubles, féerie familiale de et par Jean-Marie Galey, Théâtre de la Tempête.
- 2013 : Brigade Financière de Hugues Leforestier, par Anne Bourgeois, Festival d'Avignon.
- 2014 : Marguerite et le Président de M. Duras et F. Mitterrand, par Didier Bezace, Théâtre de l'Atelier.
- 2015 : L'attentat de Yasmina Khadra, par Franck Berthier, création Scène Nationale d'Annecy puis tournée.
- 2016 : Reprise de Ay Carmela ! et L'attentat  par Franck Berthier, au Festival d'Avignon.
- 2017 : Ma comédie française de et par Jean-Marie Galey, mise en scène Teresa Ovidio, Festival d'Avignon. et tournée.
- 2017 :  Hollywood Boulevard, écriture collective, mise en scène Frank Berthier, Comédie de Picardie.
- 2019 : Le Malade imaginaire de Molière, mise en scène Daniel Auteuil, théâtre de Paris
- 2021 : Dom Juan de Molière, mise en scène Christophe Lidon, Centre national de création d'Orléans
- 2021-2024 Camus-Casares, une géographie amoureuse, avec Teresa Ovidio, mise en scène Elisabeth Chailloux. Festival d’Avignon, La Scala et tournées.

## Publications
- 1981 : Les Tables Tournantes (théâtre), éditions Albin Michel.
- 2002 : Comédie française, roman, éditions de l'Archipel  (ISBN 978-2909240466)